# Рассохин, Леонид Васильевич
Леонид Васильевич Рассохин (1921—1998) — советский военный лётчик. Участник Великой Отечественной войны. Герой Советского Союза (1944).

## Биография
Родился 23 августа 1921 года в посёлке Чусовая (ныне город Чусовой Пермского края) в семье рабочего. Русский. Образование 7 классов. До призыва на военную службу работал фрезеровщиком на заводе в Перми. В РККА с 1939 года. В 1940 году окончил Пермскую военную школу лётчиков.
На фронтах Великой Отечественной войны Л. В. Рассохин с июня 1941 года. К ноябрю 1943 года командир корабля 4-го гвардейского авиационного полка дальнего действия (9-я гвардейская авиационная дивизия дальнего действия, 6-й авиационный корпус дальнего действия) совершил 274 ночных боевых вылета на бомбардировку военно-промышленных объектов и войск противника. Доставил партизанам 51 тонну военных грузов.
Звание Героя Советского Союза присвоено указом Президиума Верховного Совета СССР от 13 марта 1944 года.
После войны продолжал службу в ВВС. С 1976 гвардии полковник Рассохин — в запасе. Жил в городе Ленинграде (ныне Санкт-Петербург). Работал в аэропорту Пулково. Умер 21 ноября 1998 года. Похоронен на Южном кладбище города.

## Награды и звания
- Герой Советского Союза;
- два ордена Ленина;
- орден Красного Знамени;
- два ордена Отечественной войны 1-й степени;
- медали.